# Gaala
Gaala er en art af natsværmere fra familien Noctuidae.